# الوجر (النادرة)

تعديل مصدري - تعديل

الوجر محلة تابعة لقرية حفاف، التابعة لعزلة المفتاح الاعلى بمديرية النادرة إحدى مديريات محافظة إب في الجمهورية اليمنية، بلغ تعداد سكانها 186 حسب تعداد اليمن لعام 2004.